# Carolina Augusta di Baviera
Carolina Carlotta Augusta di Baviera, (in tedesco Karoline Charlotte Auguste von Bayern) (Mannheim, 8 febbraio 1792 – Vienna, 9 febbraio 1873), nata principessa di Baviera, divenne principessa ereditaria di Württemberg e, in seguito allo scioglimento ed all'annullamento e al secondo matrimonio, fu imperatrice d'Austria dal 1816 al 1835.

## Biografia

### Famiglia d'origine
Carolina era figlia del re Massimiliano I di Baviera (1756-1825) e della sua prima moglie Augusta Guglielmina d'Assia-Darmstadt (1765-1796).

I suoi nonni paterni erano il conte palatino Federico Michele di Zweibrücken-Birkenfeld e la contessa palatina Maria Francesca del Palatinato-Sulzbach; quelli materni erano Giorgio Guglielmo d'Assia-Darmstadt e Maria Luisa Albertina di Leiningen-Dagsburg-Falkenburg.

### Primo Matrimonio
L'8 giugno del 1808 Carlotta Augusta sposò nella Sala Verde del Castello di Monaco di Baviera, con un duplice rito cattolico e luterano, il principe ereditario Guglielmo I di Württemberg (1781-1864), figlio del re Federico I di Württemberg e della principessa Augusta Carolina di Braunschweig-Wolfenbüttel. Si trattò di un matrimonio di protezione, a carattere politico, volto ad evitare che i due principi divenissero soggetti a nozze decise da Napoleone Bonaparte. Durante l'intera cerimonia Guglielmo fu freddo ed assunse un'aria indifferente. In seguito, la prima frase che rivolse alla moglie fu la seguente, detta in francese: siamo vittime della politica. Questo matrimonio, privo di figli, fu sciolto nel 1814 e annullato nel 1816. Nel momento in cui s'apprestò a lasciare Monaco il Principe rifiutò oltre tutto di prender posto nella carrozza della moglie. A Stoccarda Guglielmo condusse una vita separata, evitando di cercare il contatto di Carlotta. Il matrimonio non venne mai consumato e Carlotta Augusta venne sistemata in un'ala del Castello Reale di Stoccarda, situata lontana il più che possibile dalla camera di Guglielmo, cosicché ella non poteva incontrarlo in alcun modo. I due si vedevano solo a cena, dove parlavano di vari argomenti, e dove la principessa era comunque trattata in modo non galante e talvolta persino insultante. La giovane principessa trovò conforto nella dama posta a capo della sua corte, la baronessa Camilla Andlau e nel suo confessore, Sebastian Franz Job, oltre che nelle lettere del suo fratello preferito Luigi, di cui si fidava completamente. In questi anni ella trascorse il suo tempo rinfrescando il suo italiano, imparando l'inglese, facendo passeggiate, leggendo (preferibilmente Goethe) e dipingendo, essendo quest'ultima una delle sue occupazioni preferite. Dopo la caduta di Napoleone, il suo primo matrimonio si concluse con un divorzio, uno scioglimento ed un annullamento. Guglielmo, divenuto nel frattempo re del Württemberg, usò un Concistoro luterano per far dichiarare nulla la sua unione con Carlotta il 31 agosto 1814. Di ciò la principessa venne generosamente indennizzata e si trasferì presso una sua zia, che viveva a Neuburg an der Donau, che l'accolse amorevolmente. Tuttavia, per essere dichiarata libera da ogni legame, e divenire così disponibile per un nuovo matrimonio, anche la Chiesa Cattolica doveva annullare il matrimonio, dopo aver seguito una lunga procedura. Infine, il 12 gennaio 1816, anche Papa Pio VII la liberò dai suoi voti matrimoniali.

### Seconde Nozze

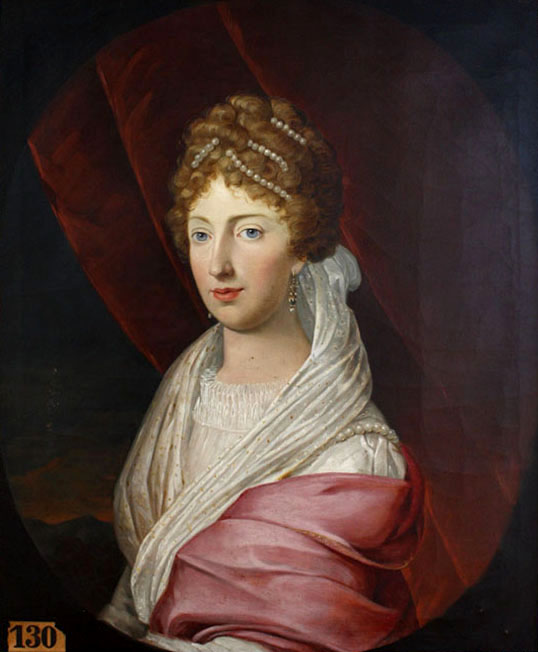
Carolina Augusta. Ritratto di Caspar Jele, 1836.

Spinto dal padre, il fratello Luigi tentò di organizzarle nuove nozze, avviando trattative con il Granduca Ferdinando III di Toscana. La sorella fu informata di questi progetti ed a sua volta Ferdinando informò suo fratello, l'Imperatore Francesco. Il principe Metternich tuttavia aveva un altro piano, e riuscì a fare in modo che i due fratelli concorressero per la mano di Carlotta. Dal canto suo, Massimiliano, che adorava la figlia, non era consapevole dell'interesse di Francesco, mentre Luigi manovrò abilmente per occultare la proposta. La principessa dovette decidersi a scegliere tra i due ed infine optò per Francesco, mossa da intenti politici affini a quelli di Metternich e del Ministro bavarese Montgelas. Ferdinando, dal canto suo, avendo compreso la situazione, ritirò la sua candidatura di sua spontanea volontà, facilitando così la scelta di Carlotta. Il 29 ottobre 1816 si celebrarono nella Cappella del Palazzo Reale di Monaco le nozze per procura, in cui Luigi rappresentò Francesco.
Lasciata la Baviera, Carlotta venne ufficialmente consegnata ad Altötting, nei pressi di Branau, ed attraversate le città di Ried, Enns e St. Pölten, raggiunse il 9 novembre 1816 Schönbrunn, dove venne accolta dallo sposo e dall'intera famiglia asburgica.
Il 10 novembre del 1816 Carlotta si sposò di persona con Francesco I d’Austria (1768-1835), imperatore d'Austria, re di Ungheria e re di Boemia, figlio dell'imperatore Leopoldo II d'Asburgo-Lorena e dell'imperatrice Maria Ludovica di Borbone-Spagna. La prima moglie di Francesco, Elisabetta Guglielmina di Württemberg, era una zia del suo primo marito. Nel contempo Carlotta mutò il proprio nome in Carolina Augusta, essendo consapevole che il suo nome era ormai associato all'epoca in cui era stata principessa del Württemberg. A Vienna non si tennero grosse manifestazioni in onore delle nozze, com'era avvenuto a Monaco, dato che l'Imperatore viveva in un regime di costante economia. Anche questo secondo matrimonio fu senza figli, e Carolina, non potendo esercitare alcun ruolo politico, si dedicò alle attività caritative. Grazie ai suoi sforzi furono costruiti numerosi ospedali, istituti per l'infanzia nonché alloggi per i lavoratori (il cosiddetto Carolinäu situato a Vienna V, nell'Arbeitergasse).
Dopo la morte del marito, Carolina visse a Salisburgo e all'inizio ebbe buoni rapporti con Sofia, che era al contempo una sua sorellastra ed aveva sposato nel 1824 l'Arciduca Francesco Carlo, il suo figliastro, ma in seguito ebbe continue frizioni con lei per questioni di etichetta. Ebbe comunque un ottimo rapporto con i figli di Sofia, tra cui v'era il futuro Imperatore Francesco Giuseppe, e fu uno dei pochissimi membri della famiglia imperiale ad avere rapporti amichevoli con l'Imperatrice Elisabetta, che era oltre tutto sua nipote.
Benvoluta e amata da tutti, Carolina Augusta morì alla notevole età d'ottantuno anni e venne sepolta accanto al marito e alle sue prime tre mogli nella Cripta dei cappuccini.

## Personalità ed aspetto
I contemporanei descrissero Carolina Augusta come una donna semplice, illustre, simpatica, intelligente e religiosa.
Tuttavia non era bella, perché all'età di due anni si era ammalata di vaiolo, che le aveva lasciato brutte cicatrici. Dal primo incontro con il primo marito gli dimostrò la sua apprensione di apparirgli poco attraente. Guglielmo mentì dicendole che la cosa non rivestiva per lui alcuna importanza, mentre in realtà avrebbe preferito una consorte con un aspetto differente.

## Antenati
|                                                        |                              |                                                                       | Genitori                                     |  |  | Nonni |  |  | Bisnonni                                 |  |  | Trisnonni                                          |  |
|                                                        |                              |                                                                       |                                              |  |  |       |  |  | Cristiano III del Palatinato-Zweibrücken |  |  | Cristiano II del Palatinato-Zweibrücken-Birkenfeld |  |
|                                                        |                              |                                                                       |                                              |  |  |       |  |  | Cristiano III del Palatinato-Zweibrücken |  |  | Cristiano II del Palatinato-Zweibrücken-Birkenfeld |  |
|                                                        |                              | Caterina Agata di Rappoltstein                                        |                                              |  |  |       |  |  | Cristiano III del Palatinato-Zweibrücken |  |  |                                                    |  |
| Federico Michele di Zweibrücken-Birkenfeld             |                              |                                                                       |                                              |  |  |       |  |  | Cristiano III del Palatinato-Zweibrücken |  |  |                                                    |  |
|                                                        |                              | Carolina di Nassau-Saarbrücken                                        | Luigi Cratone di Nassau-Saarbrücken          |  |  |       |  |  |                                          |  |  |                                                    |  |
|                                                        |                              | Carolina di Nassau-Saarbrücken                                        | Luigi Cratone di Nassau-Saarbrücken          |  |  |       |  |  |                                          |  |  |                                                    |  |
|                                                        |                              | Carolina di Nassau-Saarbrücken                                        | Enrichetta Filippina di Hohenlohe-Langenburg |  |  |       |  |  |                                          |  |  |                                                    |  |
| Massimiliano I Giuseppe di Baviera                     |                              | Carolina di Nassau-Saarbrücken                                        |                                              |  |  |       |  |  |                                          |  |  |                                                    |  |
|                                                        |                              | Giuseppe Carlo del Palatinato-Sulzbach                                | Teodoro Eustachio del Palatinato-Sulzbach    |  |  |       |  |  |                                          |  |  |                                                    |  |
|                                                        |                              | Giuseppe Carlo del Palatinato-Sulzbach                                | Teodoro Eustachio del Palatinato-Sulzbach    |  |  |       |  |  |                                          |  |  |                                                    |  |
|                                                        |                              | Giuseppe Carlo del Palatinato-Sulzbach                                | Maria Eleonora d'Assia-Rotenburg             |  |  |       |  |  |                                          |  |  |                                                    |  |
| Maria Francesca del Palatinato-Sulzbach                |                              | Giuseppe Carlo del Palatinato-Sulzbach                                |                                              |  |  |       |  |  |                                          |  |  |                                                    |  |
|                                                        |                              | Elisabetta Augusta Sofia del Palatinato-Neuburg                       | Carlo III Filippo del Palatinato             |  |  |       |  |  |                                          |  |  |                                                    |  |
|                                                        |                              | Elisabetta Augusta Sofia del Palatinato-Neuburg                       | Carlo III Filippo del Palatinato             |  |  |       |  |  |                                          |  |  |                                                    |  |
|                                                        |                              | Elisabetta Augusta Sofia del Palatinato-Neuburg                       | Ludwika Karolina Radziwiłł                   |  |  |       |  |  |                                          |  |  |                                                    |  |
| Carolina Augusta di Baviera                            |                              | Elisabetta Augusta Sofia del Palatinato-Neuburg                       |                                              |  |  |       |  |  |                                          |  |  |                                                    |  |
|                                                        | Luigi VIII d'Assia-Darmstadt | Ernesto Luigi d'Assia-Darmstadt                                       |                                              |  |  |       |  |  |                                          |  |  |                                                    |  |
|                                                        | Luigi VIII d'Assia-Darmstadt | Ernesto Luigi d'Assia-Darmstadt                                       |                                              |  |  |       |  |  |                                          |  |  |                                                    |  |
|                                                        | Luigi VIII d'Assia-Darmstadt | Dorotea Carlotta di Brandeburgo-Ansbach                               |                                              |  |  |       |  |  |                                          |  |  |                                                    |  |
| Giorgio Guglielmo d'Assia-Darmstadt                    | Luigi VIII d'Assia-Darmstadt |                                                                       |                                              |  |  |       |  |  |                                          |  |  |                                                    |  |
|                                                        |                              | Carlotta di Hanau-Lichtenberg                                         | Giovanni Reinardo III di Hanau-Lichtenberg   |  |  |       |  |  |                                          |  |  |                                                    |  |
|                                                        |                              | Carlotta di Hanau-Lichtenberg                                         | Giovanni Reinardo III di Hanau-Lichtenberg   |  |  |       |  |  |                                          |  |  |                                                    |  |
|                                                        |                              | Carlotta di Hanau-Lichtenberg                                         | Dorotea Federica di Brandeburgo-Ansbach      |  |  |       |  |  |                                          |  |  |                                                    |  |
| Augusta Guglielmina d'Assia-Darmstadt                  |                              | Carlotta di Hanau-Lichtenberg                                         |                                              |  |  |       |  |  |                                          |  |  |                                                    |  |
|                                                        |                              | Cristiano Carlo Reinardo di Leiningen-Dachsburg-Falkenburg-Heidesheim | Giovanni di Leiningen-Dagsburg-Falkenburg    |  |  |       |  |  |                                          |  |  |                                                    |  |
|                                                        |                              | Cristiano Carlo Reinardo di Leiningen-Dachsburg-Falkenburg-Heidesheim | Giovanni di Leiningen-Dagsburg-Falkenburg    |  |  |       |  |  |                                          |  |  |                                                    |  |
|                                                        |                              | Cristiano Carlo Reinardo di Leiningen-Dachsburg-Falkenburg-Heidesheim | Giovanna Maddalena di Hanau-Lichtenberg      |  |  |       |  |  |                                          |  |  |                                                    |  |
| Maria Luisa Albertina di Leiningen-Dagsburg-Falkenburg |                              | Cristiano Carlo Reinardo di Leiningen-Dachsburg-Falkenburg-Heidesheim |                                              |  |  |       |  |  |                                          |  |  |                                                    |  |
|                                                        |                              | Caterina Polissena di Solms-Rödelheim                                 | Luigi di Solms-Rödelheim                     |  |  |       |  |  |                                          |  |  |                                                    |  |
|                                                        |                              | Caterina Polissena di Solms-Rödelheim                                 | Luigi di Solms-Rödelheim                     |  |  |       |  |  |                                          |  |  |                                                    |  |
|                                                        |                              | Caterina Polissena di Solms-Rödelheim                                 | Carlotta Sibilla di Ahlefeld                 |  |  |       |  |  |                                          |  |  |                                                    |  |
|                                                        |                              | Caterina Polissena di Solms-Rödelheim                                 |                                              |  |  |       |  |  |                                          |  |  |                                                    |  |